# Chindesaurus bryansmalli
Chindesaurus bryansmalli — викопний вид ящеротазових динозаврів, що жили в пізньому тріасі близько 216 млн років тому на території США.
Знахідки були зроблені в штаті Аризона. На даний час точне таксономічне положення динозавра не визначено через фрагментарний характер його решток. Припускається, що він відноситься до клади Herrerasauridae. Якщо це дійсно так, то він є найпізнішим представником цієї групи.